# 東茨維靈山
47°05′28″N 12°11′24″E / 47.091024°N 12.189986°E
東茨維靈山（德語：Östliches Zwillingsköpfl），是中歐的山峰，位於奧地利和意大利接壤的邊境，由蒂羅爾州和薩爾茨堡州負責管轄，屬於齊勒塔爾阿爾卑斯山脈的一部分，海拔高度2,841米。